# Soboš
Soboš é um município da Eslováquia, situado no distrito de Svidník, na região de Prešov. Tem 7,17 km² de área e sua população em 2018 foi estimada em 149 habitantes.

## Demografia
| Ano:        | 1994 | 2004   | 2014   | 2024   |
| ----------- | ---- | ------ | ------ | ------ |
| Broj ljudi: | 144  | 132    | 140    | 141    |
| Razlika:    |      | -8,33% | +6,06% | +0,71% |

| Ano:               | 2023 | 2024   |
| ------------------ | ---- | ------ |
| Número de pessoas: | 138  | 141    |
| Diferença:         |      | +2,17% |